# Filip IV Piękny
Filip IV Piękny, fr. Philippe le Bel (ur. 1268, Fontainebleau, zm. 29 listopada 1314, tamże) – król Francji i Nawarry (jako Filip I) w latach 1285–1314, syn Filipa III Śmiałego z dynastii Kapetyngów i jego pierwszej żony – Izabeli Aragońskiej.

## Panowanie
Od pierwszych lat na tronie zaangażował się w spór z królem Anglii Edwardem I o terytorium Akwitanii, którą zajął zbrojnie w roku 1293 oraz bogatej Flandrii, opanowanej w 1301.
W 1287 roku spotkał się z Bar Saumą, nestoriańskim mnichem i posłem władcy Ilchanatu, który próbował nawiązać przymierze z chrześcijańską Europą przeciwko muzułmanom w walce o panowanie na Bliskim Wschodzie.
W 1297 roku rozpoczął wojnę w celu podporządkowania Hrabstwa Flandrii. Zakończyła się w 1305 r. traktatem w Athis-sur-Orge.
W okresie panowania Filipa IV bardzo wzrosła rola i znaczenie Paryża. Miasto liczyło wtedy ok. 200 tysięcy mieszkańców i było największym w zachodniej Europie. Centrum administracyjne, z licznymi pałacami, znajdowało się na wyspie Cité na Sekwanie. Na jej prawym brzegu rozbudowała się dzielnica handlowa, na lewym dominowały budowle sakralne i Uniwersytet Paryski, który powstał w XII w. jako jeden z pierwszych w Europie.
W 1302 roku po raz pierwszy zwołał Stany Generalne.
W 1306 roku podpisał akt wygnania Żydów z kraju wraz z konfiskatą dóbr, który anulowany został w 1315 roku.

## Zatarg z papiestwem
Nieustanne wojny, które prowadził Filip IV, wymagały ogromnych funduszy. Zdobywał je wszelkimi możliwymi sposobami, m.in. poprzez konfiskaty majątków lombardzkich bankierów i bogatej ludności żydowskiej, poprzez zamianę powinności lennych na świadczenia pieniężne oraz poprzez nałożenie specjalnego podatku na duchowieństwo. Gdy ponadto przejął sądownictwo nad duchownymi, papież Bonifacy VIII ogłosił zamiar ekskomunikowania go, do czego jednak nie doszło wobec wojny domowej między możnymi w samym państwie papieskim i śmierci papieża w 1303 roku. Filip IV kazał wykopać zwłoki Bonifacego VIII i spalić go na stosie jako heretyka.
Następni papieże, szukając protekcji Filipa IV, ulegli jego naciskom i począwszy od Klemensa V przenieśli swą siedzibę z Rzymu do Awinionu na południu Francji. Było to równoważne z uzależnieniem papiestwa od państwa francuskiego aż do roku 1377.

## Przeciw templariuszom
Filip IV równie bezwzględnie rozprawił się z legendarnie bogatym rycerskim Zakonem Templariuszy, utworzonym w XII wieku w Jerozolimie. Gdy oskarżono ich o herezję, wytoczył im, jako zwierzchnik Królestwa Jerozolimy i za zgodą papieża Klemensa V, proces sądowy, w którego wyniku kilkudziesięciu braci zakonnych, z wielkim mistrzem Jakubem de Molay na czele, zostało – po torturach – spalonych na stosie. Po ogołoceniu skarbca majątek zakonu (w tym twierdza Temple w Paryżu) uległ konfiskacie na rzecz joannitów.
Filip IV Piękny zmarł 29 listopada 1314 roku, prawdopodobnie na skutek wylewu krwi do mózgu. Po nim panowało jeszcze trzech królów z dynastii Kapetyngów (987–1328), wszyscy będący synami Filipa IV i Joanny I, królowej Nawarry. Byli to Ludwik X Kłótliwy (1314–1316), Filip V Wysoki (1316–1322) i Karol IV Piękny (1322–1328). Wszyscy mieli być jakoby ofiarą klątwy rzuconej ze stosu przez Jakuba de Molay.
Po nich nastała dynastia Walezjuszów (1328–1589). Czas panowania pierwszych pięciu Walezjuszów przypadł na okres wojny stuletniej prowadzonej pomiędzy francuskimi i angielskimi rodami królewskimi o dynastyczne sukcesje poszczególnych księstw francuskich, a w konsekwencji o panowanie na kontynencie.
Córka Filipa IV – Izabela (1292/1295–1358) w roku 1308 poślubiła Edwarda II, króla Anglii.

## W kulturze
Filip Piękny jest tytułowym bohaterem powieści Maurice’a Druona pt. Król z żelaza, pierwszej z siedmiotomowego cyklu Królowie przeklęci.